# US Open 2010

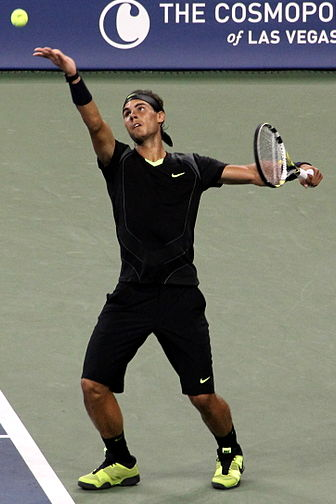
Rafael Nadal – vítěz mužské dvouhry a všech čtyř grandslamových turnajů.

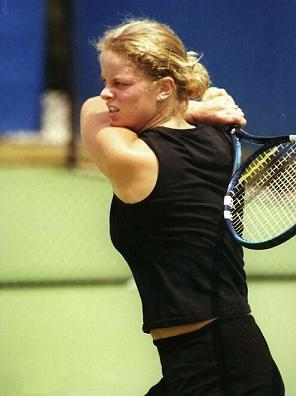
Vítězka dvouhry Kim Clijstersová.

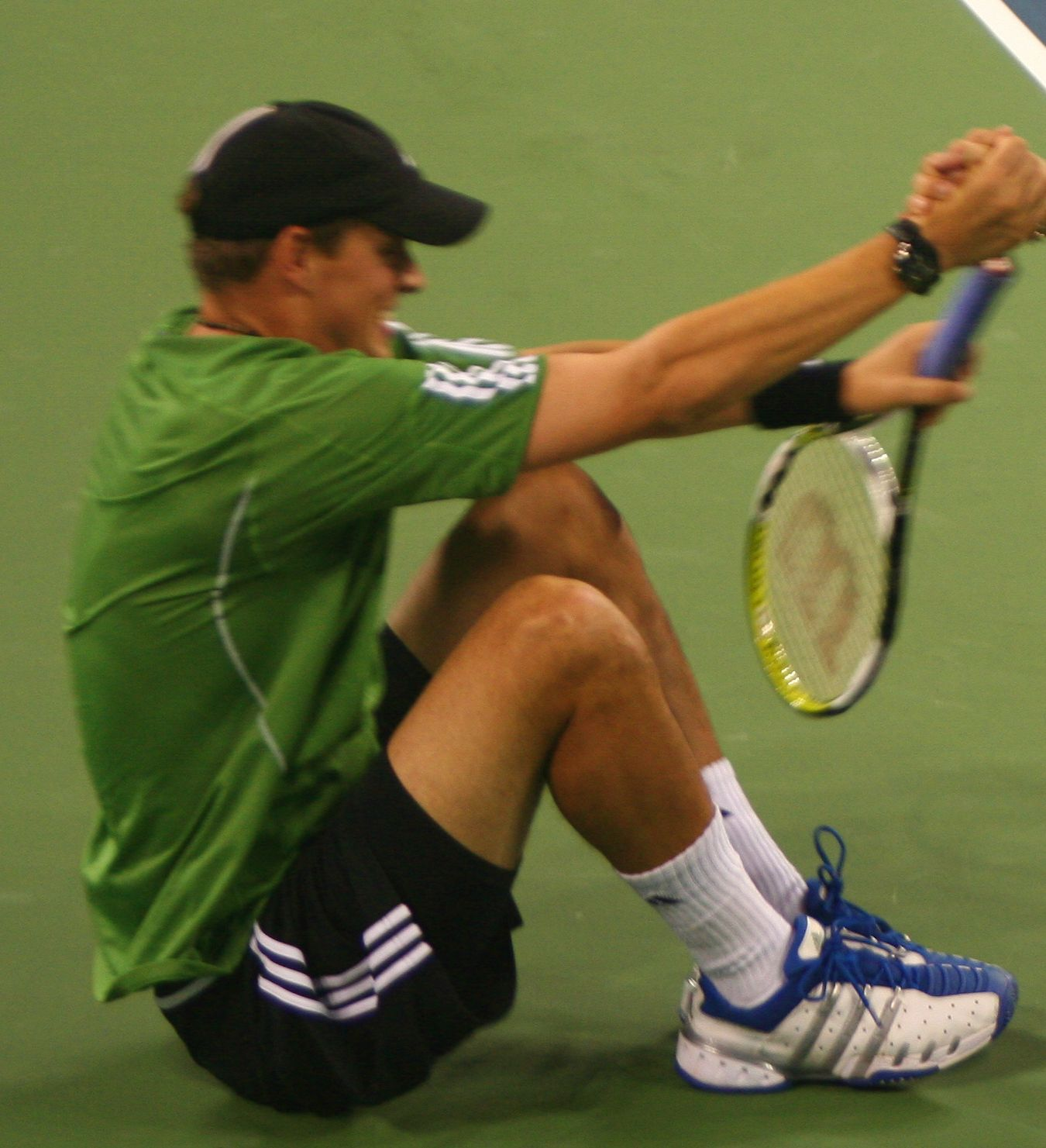
Bob Bryan, vítěz mužské a smíšené čtyřhry.

US Open 2010 byl 129. ročník čtvrtého grandslamového turnaje tenisové sezóny. Hrál se na dvorcích  Národního tenisového centra Billie Jean Kingové ve Flushing Meadow (New York, USA), jakožto Mezinárodní tenisové mistrovství USA. Pro tento rok v období mezi 30. srpnem a 12. zářím 2010, respektive 13. zářím, protože finále mužské dvouhry a dohrávka finále ženské čtyřhry byly odloženy pro déšť na pondělí.
Obhájcem vítězství ve dvouhře mužů byl Argentinec Juan Martín del Potro, který zde v roce 2009 získal dosud svůj jediný Grand Slam, po většinu doby okruhu ATP World Tour 2010 nehrál kvůli zraněnému zápěstí a turnaje se nezúčastnil. Ženský titul úspěšně obhájila dvojnásobná vítězka Belgičanka Kim Clijstersová. Účast odřekly bývalé vítězky Justine Heninová pro zranění ramene a aktuální světová jednička Serena Williamsová pro poranění nohy.

## Vítězové
Mužskou dvouhru vyhrál Rafael Nadal, který na turnaji získal první titul. Tím se stal po Laverovi, Agassim a Federerovi čtvrtým hráčem v otevřené éře tenisu a celkově sedmým v historii, kterému se podařilo zkompletovat všechny čtyři grandslamové turnaje ve dvouhře. V sezóně získal tři ze čtyř Grand Slamů, celkově pak devátý grandslam.
Ženskou dvouhru vyhrála Belgičanka Kim Clijstersová, která titul obhájila. Jednalo se o její třetí vítězství na US Open (předchozí vítězství 2005, 2009), čtvrtý titul v sezóně 2010 a celkově třicátý devátý ve dvouhře.
Mužskou čtyřhru vyhrála první nasazená dvojice dvojčat Boba a Mika Bryanových. Pro oba to byl třetí turnajový titul (předchozí vítězství 2005, 2008) a celkově devátý grandslamový.
Ženskou čtyřhru vyhrál stejně jako ve Wimbledonu americko-kazašský pár Vania Kingová a Jaroslava Švedovová. Pro obě hráčky se jednalo o celkově druhý grandslam.
Smíšenou čtyřhru vyhrál první nasazený pár Liezel Huberová a Bob Bryan. Pro Huberovou je to premiérový titul v této soutěži, celkově druhý grandsalmový (vyhrála French Open 2009), u Bryana se jedná o čtvrtý titul (předchozí vítězství 2002, 2003, 2004, 2006) a celkově sedmý grandslamový (vyhrál French Open 2008 a 2009).

## Čeští tenisté

### Mužská dvouhra
| Kolo    | Český hráč          | Soupeř             | Výsledek                |
| 1. kolo | Tomáš Berdych (7)   | Michaël Llodra     | 63–7, 4–6, 4–6          |
| 1. kolo | Radek Štěpánek (28) | Julien Benneteau   | 4–6, 2–6, 6–4, 4–6      |
| 1. kolo | Jan Hájek           | Mardy Fish (19)    | 0–6, 6–3, 6–4, 0–6, 1–6 |
| 1. kolo | Lukáš Rosol         | Tommy Robredo      | 4–6, 3–6, 1–6           |
| 1. kolo | Dušan Lojda         | Philipp Petzschner | 3–6, 1–6, 1–6           |

### Ženská dvouhra
| Kolo    | Česká hráčka          | Soupeřka                 | Výsledek      |
| 1. kolo | Lucie Šafářová (26)   | Tamira Paszeková         | 6–2, 5–7, 2–6 |
| 1. kolo | Petra Kvitová (27)    | Lucie Hradecká           | 6–4, 7–5      |
| 2. kolo | Petra Kvitová (27)    | Elena Baltachová         | 7–65, 6–3     |
| 3. kolo | Petra Kvitová (27)    | Kim Clijstersová (2)     | 3–6, 0–6      |
| 1. kolo | B. Záhlavová-Strýcová | Maria Kirilenková (23)   | 5–7, 4–6      |
| 1. kolo | Klára Zakopalová      | Virginie Razzanová       | 3–6, 2–6      |
| 1. kolo | Iveta Benešová        | Nuria Ll. Vivesová       | 6–3, 7–66     |
| 2. kolo | Iveta Benešová        | Maria Šarapovová (14)    | 1–6, 2–6      |
| 1. kolo | Sandra Záhlavová      | Ágnes Szávayová          | 0–6, 2–6      |
| 1. kolo | Renata Voráčová       | Cvetana Pironkovová (32) | 3–6, 4–6      |
| 1. kolo | Zuzana Ondrášková     | Sybille Bammerová        | 5–7, 0–6      |

### Výkony hráčů
Na posledním grandslamu sezóny zaznamenali čeští hráči nejhorší výkony ze čtyř událostí roku. Ani jeden z pěti tenistů v mužské dvouhře nepostoupil do druhého kola, z osmi Češek v ženské dvouhře postoupily z úvodního kola pouze dvě a nejdále se probojovala Petra Kvitová, když ve třetím kole skončila na raketě pozdější vítězky Kim Clijstersové.
Nejlepšího výkonu tak dosáhla Květa Peschkeová, která ve smíšené čtyřhře postoupila s pákistánským spoluhráčem Ajsámem Kúreším až do finále, stejně jako junior Jiří Veselý, jenž spolu s Britem Oliverem Goldingem zaznamenal finálovou účast ve čtyřhře. Oba čeští zástupci finále prohráli.

## Hráč dne
Organizátoři grandslamu vyhlásili jednotlivé Hráče dne:
- 1. den:  Andy Roddick – Roddick postoupil v den svých 28. narozenin do druhého kola přes Francouze Stéphaneho Roberta ve třech setech 6–3, 6–2, 6–2.[1]
- 2. den:  Beatrice Capraová – Mladá Američanka startující na divokou kartu postoupila do druhého kola přes Chorvatku Karolinu Špremovou 6–1, 6–3.[2]
- 3. den:  Ryan Harrison – Osmnáctiletý kvalifikant vyřadil patnáctého nasazeného Chorvata Ivana Ljubičiće po boji 6–3, 6–7, 6–3, 6–4.[3]
- 4. den:  Kei Nišikori – Kvalifikant a jediný Japonec v soutěži přehrál jedenáctého nasazeného Chorvata Marina Čiliće v pětihodiném utkání 5–7, 7–6(6), 3–6, 7–6(3), 6–1.[4]
- 5. den:  Serhij Stachovskyj – Vítěz turnaje Pilot Pen zabojoval po dešťové přestávce a otočil zápas s mladým Američanem Ryanem Harrisonem 6–3, 5–7, 3–6, 6–3, 7–6(6).[5]
- 6. den:  Caroline Wozniacká – Vítězka turnaje Pilot Pen jasně přehrála Tchajwanku Jung-žan Čanovou 6–1, 6–0, když při postupu do osmifinále ztratila dosavadním průběhu turnaje v průměru jednu hru na zápas.[6]
- 7. den:  Francesca Schiavoneová – Světová sedmička porazila Rusku Anastasiu Pavljučenkovovou 6–3, 6–0 za jednu hodinu a osm minut a postoupila do čtvrtfinále.[7]
- 8. den:  Kaia Kanepiová – Po nepřesvědčivém úvodu zápasu s patnáctou nasazenou Belgičankou Yaninou Wickmayerou vyhrála 0–6, 7–6(2), 6–1 a poprvé postoupila do čtvrtfinále.[8]
- 9. den:  Stanislas Wawrinka – Dva dny po postupu přes Skota Andyho Murrayho porazil také jednoho z favoritů a posledního Američana v soutěži Sama Querreyho v dlouhém pětisetovém boji 7–6(9), 6–7(5), 7–5, 4–6, 6–4.[9]
- 10. den:  Věra Zvonarevová – Nejvýše nasazená Ruska zdolala v utkání o semifinále třicátou první nasazenou Estonkou Kaiu Kanepiovou 6–3, 7–5 za silného větru a předvedla svůj nejlepší výkon na turnaji vůbec.
- 11. den:  Michail Južnyj – Rus vyřadil Švýcara Stanislase Wawrinku v pěti setech 3–6, 7–6(7), 3–6, 6–3, 6––3 a postoupil do semifinále.
- 12. den:  Bob Bryan /  Mike Bryan – Americká dvojice dvojčat získala finálovou výhrou nad indicko-pákistánským párem Rohan Bopanna / Ajsám Kúreší devátý grandslamový titul, třetí na turnaji a vrátili se na první místo deblového žebříčku ATP.
- 13. den:  Novak Djoković – Ve vynikající pětisetové bitvě porazil druhého nasazeného Švýcara Rogera Federera, když odvrátil dva mečboly a postoupil do finále grandslamu poprvé od Australian Open 2008, na němž získal titul.
- 14. den: Žádný zápas nebyl dohrán pro déšť.
- 15. den:  Rafael Nadal – Španěl porazil ve finále Djokoviće a poprvé získal titul z turnaje, čímž zkompletoval všechny čtyři grandslamy.

## Statistiky
- Nejvíce es:  Roger Federer – 86 /  Venus Williamsová – 35
- Nejrychlejší podání:  Taylor Dent – 236 km/h /  Venus Williamsová – 204 km/h
- Nejvíce dvojchyb:  Fernando Verdasco – 36 /  Venus Williamsová – 30
- Nejlepší procentuální úspěšnost prvního podání:  Taylor Dent – 71 % /  Sara Erraniová – 81%
- Nejvíce proměněných brejkbolů:  Novak Djoković – 34 /  Kim Clijstersová – 40[10]

## Dospělí

### Dvouhra mužů
|  | Čtvrtfinále | Čtvrtfinále       | Čtvrtfinále    | Čtvrtfinále    | Čtvrtfinále | Čtvrtfinále | Čtvrtfinále        |                |                 | Semifinále | Semifinále | Semifinále | Semifinále | Semifinále | Semifinále | Semifinále |  |  | Finále | Finále       | Finále | Finále | Finále | Finále | Finále |
|  |             |                   |                |                |             |             |                    |                |                 |            |            |            |            |            |            |            |  |  |        |              |        |        |        |        |        |
|  | 1           | Rafael Nadal      | 7              | 6              | 6           |             |                    |                |                 |            |            |            |            |            |            |            |  |  |        |              |        |        |        |        |        |
|  | 8           | Fernando Verdasco | 5              | 3              | 4           |             |                    |                |                 |            |            |            |            |            |            |            |  |  |        |              |        |        |        |        |        |
|  | 8           | Fernando Verdasco | 5              | 3              | 4           |             | 1                  | Rafael Nadal   | 6               | 6          | 6          |            |            |            |            |            |  |  |        |              |        |        |        |        |        |
|  |             |                   |                |                |             |             |                    | Rafael Nadal   | 6               | 6          | 6          |            |            |            |            |            |  |  |        |              |        |        |        |        |        |
|  |             | 12                | Michail Južnyj | 2              | 3           | 4           |                    |                |                 |            |            |            |            |            |            |            |  |  |        |              |        |        |        |        |        |
|  | 25          | 12                | Michail Južnyj | 2              | 3           | 4           | Stanislas Wawrinka | 6              | 67              | 6          | 3          | 3          |            |            |            |            |  |  |        |              |        |        |        |        |        |
|  | 25          |                   |                |                |             |             | Stanislas Wawrinka | 6              | 67              | 6          | 3          | 3          |            |            |            |            |  |  |        |              |        |        |        |        |        |
|  | 12          | Michail Južnyj    | 3              | 7              | 3           | 6           | 6                  |                |                 |            |            |            |            |            |            |            |  |  |        |              |        |        |        |        |        |
|  |             |                   |                |                |             |             |                    |                |                 |            |            |            |            |            |            |            |  |  | 1      | Rafael Nadal | 6      | 5      | 6      | 6      |        |
|  |             |                   | 3              | Novak Djoković | 4           | 7           | 4                  | 2              |                 |            |            |            |            |            |            |            |  |  |        |              |        |        |        |        |        |
|  | 17          | Gaël Monfils      | 62             | 1              | 2           |             |                    |                |                 |            |            |            |            |            |            |            |  |  |        |              |        |        |        |        |        |
|  | 3           | Novak Djoković    | 7              | 6              | 6           |             |                    |                |                 |            |            |            |            |            |            |            |  |  |        |              |        |        |        |        |        |
|  | 3           | Novak Djoković    | 7              | 6              | 6           |             | 3                  | Novak Djoković | 5               | 6          | 5          | 6          | 7          |            |            |            |  |  |        |              |        |        |        |        |        |
|  |             |                   |                |                |             |             |                    | Novak Djoković | 5               | 6          | 5          | 6          | 7          |            |            |            |  |  |        |              |        |        |        |        |        |
|  |             | 2                 | Roger Federer  | 7              | 1           | 7           | 2                  | 5              |                 |            |            |            |            |            |            |            |  |  |        |              |        |        |        |        |        |
|  | 5           | 2                 | Roger Federer  | 7              | 1           | 7           | 2                  | 5              | Robin Söderling | 4          | 4          | 5          |            |            |            |            |  |  |        |              |        |        |        |        |        |
|  | 5           |                   |                |                |             |             |                    |                | Robin Söderling | 4          | 4          | 5          |            |            |            |            |  |  |        |              |        |        |        |        |        |
|  | 2           | Roger Federer     | 6              | 6              | 7           |             |                    |                |                 |            |            |            |            |            |            |            |  |  |        |              |        |        |        |        |        |

### Dvouhra žen
|  | Čtvrtfinále | Čtvrtfinále        | Čtvrtfinále      | Čtvrtfinále | Čtvrtfinále |                        |                    | Semifinále | Semifinále | Semifinále | Semifinále | Semifinále |                  |   | Finále | Finále | Finále | Finále | Finále |
|  |             |                    |                  |             |             |                        |                    |            |            |            |            |            |                  |   |        |        |        |        |        |
|  | 1           | Caroline Wozniacká | 6                | 7           |             |                        |                    |            |            |            |            |            |                  |   |        |        |        |        |        |
|  |             | Dominika Cibulková | 2                | 5           |             |                        |                    |            |            |            |            |            |                  |   |        |        |        |        |        |
|  |             | Dominika Cibulková | 2                | 5           | 1           | Caroline Wozniacká     | 4                  | 3          |            |            |            |            |                  |   |        |        |        |        |        |
|  |             |                    |                  |             |             |                        | 4                  | 3          |            |            |            |            |                  |   |        |        |        |        |        |
|  |             | 7                  | Věra Zvonarevová | 6           | 6           |                        |                    |            |            |            |            |            |                  |   |        |        |        |        |        |
|  | 31          | 7                  | Věra Zvonarevová | 6           | 6           | Kaia Kanepiová         | 3                  | 5          |            |            |            |            |                  |   |        |        |        |        |        |
|  | 31          |                    |                  |             |             | Kaia Kanepiová         | 3                  | 5          |            |            |            |            |                  |   |        |        |        |        |        |
|  | 7           | Věra Zvonarevová   | 6                | 7           |             |                        |                    |            |            |            |            |            |                  |   |        |        |        |        |        |
|  | 7           | Věra Zvonarevová   | 6                | 7           |             |                        |                    |            |            |            |            | 7          | Věra Zvonarevová | 2 | 1      |        |        |        |        |
|  |             |                    |                  |             |             |                        |                    |            |            |            |            |            |                  | 2 | 1      |        |        |        |        |
|  |             | 2                  | Kim Clijstersová | 6           | 6           |                        |                    |            |            |            |            |            |                  |   |        |        |        |        |        |
|  | 6           | 2                  | Kim Clijstersová | 6           | 6           | Francesca Schiavoneová | 65                 | 4          |            |            |            |            |                  |   |        |        |        |        |        |
|  | 6           |                    |                  |             |             | Francesca Schiavoneová | 65                 | 4          |            |            |            |            |                  |   |        |        |        |        |        |
|  | 3           | Venus Williamsová  | 7                | 6           |             |                        |                    |            |            |            |            |            |                  |   |        |        |        |        |        |
|  | 3           | Venus Williamsová  | 7                | 6           |             | 3                      | Venus Williamsová  | 6          | 62         | 4          |            |            |                  |   |        |        |        |        |        |
|  |             |                    |                  |             |             |                        | Venus Williamsová  | 6          | 62         | 4          |            |            |                  |   |        |        |        |        |        |
|  |             | 2                  | Kim Clijstersová | 4           | 7           | 6                      |                    |            |            |            |            |            |                  |   |        |        |        |        |        |
|  | 5           | 2                  | Kim Clijstersová | 4           | 7           | 6                      | Samantha Stosurová | 4          | 7          | 3          |            |            |                  |   |        |        |        |        |        |
|  | 5           |                    |                  |             |             |                        | Samantha Stosurová | 4          | 7          | 3          |            |            |                  |   |        |        |        |        |        |
|  | 2           | Kim Clijstersová   | 6                | 5           | 6           |                        |                    |            |            |            |            |            |                  |   |        |        |        |        |        |

### Čtyřhra mužů
|  | Čtvrtfinále | Čtvrtfinále                          | Čtvrtfinále                     | Čtvrtfinále | Čtvrtfinále |                                  |                      | Semifinále | Semifinále | Semifinále | Semifinále | Semifinále |                      |   | Finále | Finále | Finále | Finále | Finále |
|  |             |                                      |                                 |             |             |                                  |                      |            |            |            |            |            |                      |   |        |        |        |        |        |
|  | 1           | Bob Bryan Mike Bryan                 | 6                               | 7           |             |                                  |                      |            |            |            |            |            |                      |   |        |        |        |        |        |
|  | 9           | Mariusz Fyrstenberg Marcin Matkowski | 3                               | 5           |             |                                  |                      |            |            |            |            |            |                      |   |        |        |        |        |        |
|  | 9           | Mariusz Fyrstenberg Marcin Matkowski | 3                               | 5           |             | 1                                | Bob Bryan Mike Bryan | 6          | 6          |            |            |            |                      |   |        |        |        |        |        |
|  |             |                                      |                                 |             |             |                                  | Bob Bryan Mike Bryan | 6          | 6          |            |            |            |                      |   |        |        |        |        |        |
|  |             | 12                                   | Marcel Granollers Tommy Robredo | 1           | 4           |                                  |                      |            |            |            |            |            |                      |   |        |        |        |        |        |
|  | 14          | 12                                   | Marcel Granollers Tommy Robredo | 1           | 4           | Simon Aspelin Paul Hanley        | 4                    | 67         |            |            |            |            |                      |   |        |        |        |        |        |
|  | 14          |                                      |                                 |             |             | Simon Aspelin Paul Hanley        | 4                    | 67         |            |            |            |            |                      |   |        |        |        |        |        |
|  | 12          | Marcel Granollers Tommy Robredo      | 6                               | 7           |             |                                  |                      |            |            |            |            |            |                      |   |        |        |        |        |        |
|  | 12          | Marcel Granollers Tommy Robredo      | 6                               | 7           |             |                                  |                      |            |            |            |            | 1          | Bob Bryan Mike Bryan | 7 | 7      |        |        |        |        |
|  |             |                                      |                                 |             |             |                                  |                      |            |            |            |            |            |                      | 7 | 7      |        |        |        |        |
|  |             | 16                                   | Rohan Bopanna Ajsám Kúreší      | 65          | 64          |                                  |                      |            |            |            |            |            |                      |   |        |        |        |        |        |
|  | 5           | 16                                   | Rohan Bopanna Ajsám Kúreší      | 65          | 64          | Łukasz Kubot Oliver Marach       | 3                    | 63         |            |            |            |            |                      |   |        |        |        |        |        |
|  | 5           |                                      |                                 |             |             | Łukasz Kubot Oliver Marach       | 3                    | 63         |            |            |            |            |                      |   |        |        |        |        |        |
|  |             | Eduardo Schwank Horacio Zeballos     | 6                               | 7           |             |                                  |                      |            |            |            |            |            |                      |   |        |        |        |        |        |
|  |             | Eduardo Schwank Horacio Zeballos     | 6                               | 7           |             | Eduardo Schwank Horacio Zeballos | 65                   | 4          |            |            |            |            |                      |   |        |        |        |        |        |
|  |             |                                      |                                 |             |             |                                  | 65                   | 4          |            |            |            |            |                      |   |        |        |        |        |        |
|  |             | 16                                   | Rohan Bopanna Ajsám Kúreší      | 7           | 6           |                                  |                      |            |            |            |            |            |                      |   |        |        |        |        |        |
|  | 10          | 16                                   | Rohan Bopanna Ajsám Kúreší      | 7           | 6           | Wesley Moodie Dick Norman        | 5                    | 62         |            |            |            |            |                      |   |        |        |        |        |        |
|  | 10          |                                      |                                 |             |             | Wesley Moodie Dick Norman        | 5                    | 62         |            |            |            |            |                      |   |        |        |        |        |        |
|  | 16          | Rohan Bopanna Ajsám Kúreší           | 7                               | 7           |             |                                  |                      |            |            |            |            |            |                      |   |        |        |        |        |        |

### Smíšená čtyřhra
|  | Čtvrtfinále | Čtvrtfinále                         | Čtvrtfinále                         | Čtvrtfinále | Čtvrtfinále |                                     |                               | Semifinále | Semifinále                | Semifinále | Semifinále | Semifinále |  |  | Finále | Finále | Finále | Finále | Finále |
|  |             |                                     |                                     |             |             |                                     |                               |            |                           |            |            |            |  |  |        |        |        |        |        |
|  | 1           | Liezel Huberová Bob Bryan           | 6                                   | 7           |             |                                     |                               |            |                           |            |            |            |  |  |        |        |        |        |        |
|  | 7           | Lisa Raymondová Wesley Moodie       | 4                                   | 63          |             |                                     |                               |            |                           |            |            |            |  |  |        |        |        |        |        |
|  | 7           | Lisa Raymondová Wesley Moodie       | 4                                   | 63          |             | 1                                   | Liezel Huberová Bob Bryan     | 6          | 7                         |            |            |            |  |  |        |        |        |        |        |
|  |             |                                     |                                     |             |             |                                     | Liezel Huberová Bob Bryan     | 6          | 7                         |            |            |            |  |  |        |        |        |        |        |
|  |             | 4                                   | B. Matteková-Sandsová Daniel Nestor | 3           | 5           |                                     |                               |            |                           |            |            |            |  |  |        |        |        |        |        |
|  | 4           | 4                                   | B. Matteková-Sandsová Daniel Nestor | 3           | 5           | B. Matteková-Sandsová Daniel Nestor | 6                             | 6          |                           |            |            |            |  |  |        |        |        |        |        |
|  | 4           |                                     |                                     |             |             | B. Matteková-Sandsová Daniel Nestor | 6                             | 6          |                           |            |            |            |  |  |        |        |        |        |        |
|  |             | Čan Jung-žan Paul Hanley            | 4                                   | 3           |             |                                     |                               |            |                           |            |            |            |  |  |        |        |        |        |        |
|  |             |                                     |                                     |             |             |                                     |                               | 1          | Liezel Huberová Bob Bryan | 6          | 6          |            |  |  |        |        |        |        |        |
|  |             |                                     |                                     |             |             |                                     |                               |            |                           |            |            |            |  |  |        |        |        |        |        |
|  |             |                                     | Květa Peschkeová Ajsám Kúreší       | 4           | 4           |                                     |                               |            |                           |            |            |            |  |  |        |        |        |        |        |
|  |             | Květa Peschkeová Ajsám Kúreší       | Květa Peschkeová Ajsám Kúreší       | 4           | 4           | 3                                   | 6                             | 10         |                           |            |            |            |  |  |        |        |        |        |        |
|  |             | Květa Peschkeová Ajsám Kúreší       |                                     |             |             | 3                                   | 6                             | 10         |                           |            |            |            |  |  |        |        |        |        |        |
|  |             | Gisela Dulková Pablo Cuevas         | 6                                   | 2           | 4           |                                     |                               |            |                           |            |            |            |  |  |        |        |        |        |        |
|  |             | Gisela Dulková Pablo Cuevas         | 6                                   | 2           | 4           |                                     | Květa Peschkeová Ajsám Kúreší | 7          | 7                         |            |            |            |  |  |        |        |        |        |        |
|  |             |                                     |                                     |             |             |                                     | Květa Peschkeová Ajsám Kúreší | 7          | 7                         |            |            |            |  |  |        |        |        |        |        |
|  |             |                                     | Anna-Lena Grönefeldová Mark Knowles | 65          | 64          |                                     |                               |            |                           |            |            |            |  |  |        |        |        |        |        |
|  |             | Anna-Lena Grönefeldová Mark Knowles | Anna-Lena Grönefeldová Mark Knowles | 65          | 64          | 6                                   | 6                             |            |                           |            |            |            |  |  |        |        |        |        |        |
|  |             | Anna-Lena Grönefeldová Mark Knowles |                                     |             |             | 6                                   | 6                             |            |                           |            |            |            |  |  |        |        |        |        |        |
|  | 2           | Cara Blacková Leander Paes          | 3                                   | 4           |             |                                     |                               |            |                           |            |            |            |  |  |        |        |        |        |        |

## Junioři – finálové zápasy

### Dvouhra juniorů
Jack Sock –  Denis Kudla 3–6, 6–2, 6–2

### Dvouhra juniorek
Daria Gavrilovová –  Julia Putincevová 6–3, 6–2

### Čtyřhra juniorů
Duilio Beretta /  Roberto Quiroz –  Oliver Golding /  Jiří Veselý 6–1, 7–5
- Pár již vyhrál juniorku čtyřhry na French Open 2010.

### Čtyřhra juniorek
Tímea Babosová /  Sloane Stephensová –  An-Sophie Mestachová /  Silvia Njirićová – bez boje
- Pár již vyhrál juniorku čtyřhry na French Open 2010 a Wimbledonu 2010.

## Vozíčkáři

### Mužská dvouhra
Šingo Kunieda –  Nicolas Peifer, bez boje

### Ženská dvouhra
Esther Vergeerová –  Daniela Di Torová 6–0, 6–0

### Mužská čtyřhra
Maikel Scheffers /  Ronald Vink –  Nicolas Peifer /  Jon Rydberg 6–0, 6–0

### Ženská čtyřhra
Esther Vergeerová /  Sharon Walravenová –  Daniela Di Torová /  Aniek van Kootová 6–3, 6–3

## Divoké karty
Následující hráči a hráčky öbdrželi od pořadatelů divoké karty do hlavních soutěží nebo do kvalifikace.

### Mužská dvouhra
1. Carsten Ball
2. James Blake
3. Bradley Klahn
4. Guillaume Rufin
5. Tim Smyczek
6. Jack Sock
7. Ryan Sweeting
8. Donald Young

### Ženská dvouhra
1. Beatrice Capraová
2. Sophie Fergusonová
3. Chelsey Gullicksonová
4. Jamie Hamptonová
5. Christina McHaleová
6. Virginie Razzanová
7. Shelby Rogersová
8. Coco Vandewegheová

### Kvalifikace mužské dvouhry
1. Chase Buchanan
2. Jordan Cox
3. Andrea Collarini
4. Jarmere Jenkins
5. Steve Johnson
6. Greg Ouellette
7. Blake Strode
8. Bob van Overbeek
9. Rhyne Williams

### Kvalifikace ženské dvouhry
1. Julia Boserupová
2. Irina Falconiová
3. Nicole Gibbsová
4. Alexa Glatchová
5. Krista Hardebecková
6. Madison Keysová
7. Alexandra Muellerová
8. Sloane Stephensová

### Mužská čtyřhra
1. Bradley Klahn /  Tim Smyczek
2. David Martin David Martin /  Donald Young
3. Ryan Harrison Ryan Harrison /  Robert Kendrick
4. Robby Ginepri /  Ryan Sweeting
5. Andrew Courtney /  Michael Shabaz
6. Brian Battistone /  Ryler DeHeart
7. Sekou Bangoura /  Nathan Pasha

### Ženská čtyřhra
1. Alexa Glatchová /  Coco Vandewegheová
2. Hilary Barteová /  Lindsay Burdetteová
3. Lauren Herringová /  Grace Minová
4. Christina McHaleová /  Riza Zalamedová
5. Carly Gullicksonová /  Chelsey Gullicksonová
6. Jamie Hamptonová /  Melanie Oudinová
7. Jill Craybasová /  Sloane Stephensová

### Smíšená čtyřhra
1. Beatrice Capraová /  Jack Sock
2. Jill Craybasová /  Michael Russell
3. Nicole Gibbsová /  Sam Querrey
4. Carly Gullicksonová /  Travis Parrott
5. Racquel Kopsová-Jonesová /  Eric Butorac
6. Melanie Oudinová /  Ryan Harrison Ryan Harrison
7. Abigail Spearsová /  Scott Lipsky

## Kvalifikanti
Následující hráči a hráčky postoupili do hlavní soutěže z kvalifikace.

### Mužská dvouhry
1. Ričardas Berankis
2. Rik de Voest
3. Ivan Dodig
4. Marc Gicquel
5. Andreas Haider-Maurer
6. Ryan Harrison
7. Robert Kendrick
8. Martin Kližan
9. Dušan Lojda
10. Adrian Mannarino
11. Kei Nišikori
12. Benoît Paire
13. Peter Polansky
14. Milos Raonic
15. Lukáš Rosol
16. Júlio Silva

### Ženská dvouhra
1. Akgul Amanmuradovová
2. Maria Elena Camerinová
3. Lourdes Domínguezová Linová
4. Irina Falconiová
5. Zuzana Kučová
6. Michelle Larcherová de Britová
7. Nuria Llagostera Vivesová
8. Mirjana Lučićová
9. Rebecca Marinová
10. Mandy Minella
11. Sania Mirzaová
12. Monica Niculescuová
13. Zuzana Ondrášková
14. Tamira Paszeková
15. Sally Peersová
16. Olga Savčuková

### Dvouhra juniorů
1. Sam Barry
2. Julien Cagnina
3. Alexios Halebian
4. Dajki Kondo
5. Mackenzie McDonald
6. Karue Sell
7. Bruno Semenzato
8. Michael Zhu

Postup jako šťastný poražený:
1. Giammarco Micolani

### Juniorky
1. Nigina Abduraimovová
2. Robin Andersonová
3. Brooke Austinová
4. Julia Elbabaová
5. Miju Katová
6. Risa Ozakiová
7. Sabina Šaripovová
8. Chanelle Van Nguyen

Postup jako šťastná poražená:
1. Gabrielle Desimoneová

## Bodové hodnocení do ATP a WTA
| Kolo/Soutěž         | Mužská dvouhra | Mužská čtyřhra | Ženská dvouhra | Ženská čtyřhra |
| ------------------- | -------------- | -------------- | -------------- | -------------- |
| Vítěz               | 2000           | 2000           | 2000           | 2000           |
| Finále              | 1200           | 1200           | 1400           | 1400           |
| Semifinále          | 720            | 720            | 900            | 900            |
| Čtvrtfinále         | 360            | 360            | 500            | 500            |
| 16 hráčů v kole     | 180            | 180            | 280            | 280            |
| 32 hráčů v kole     | 90             | 90             | 160            | 160            |
| 64 hráčů v kole     | 45             | 0              | 100            | 5              |
| 128 hráčů v kole    | 10             | –              | 5              | –              |
| Kvalifikanti        | 25             | –              | 60             | –              |
| 3. kolo kvalifikace | 16             | –              | 50             | –              |
| 2. kolo kvalifikace | 8              | –              | 40             | –              |
| 1. kolo kvalifikace | 0              | –              | 2              | –              |

## Prize money
Všechny finanční odměny jsou v amerických dolarech ($); částky v soutěžích čtyřher jsou uváděny na pár.

### Mužská a ženská dvouhra
- vítězství: $1 700 000
K. Clijstersová získala bonus + $500 000.
- finále: $850 000
- semifinále: $400 000
- čtvrtfinále: $200 000
- 4. kolo: $100 000
- 3. kolo: $50 250
- 2. kolo: $31 000
- 1. kolo: $19 000

### Mužská a ženská čtyřhra
- vítězství: $420 000
- finále: $210 000
- semifinále: $105 000
- čtvrtfinále: $50 000
- 3. kolo: $25 000
- 2. kolo: $15 000
- 1. kolo: $10 000

### Smíšená čtyřhra
- vítězství: $150 000
- finále: $70 000
- semifinále: $30 000
- čtvrtfinále: $15 000
- 2. kolo: $10000
- 1. kolo: $5 000

## Média
Následující státy pokrývaly přímý přenos z turnaje prostřednictvím uvedených televizních stanic.
| Stát                   | Stanice                           |
| ---------------------- | --------------------------------- |
| Spojené státy americké | CBS ESPN2 Tennis Channel          |
| Kanada                 | TSN RDS TSN2                      |
| Brazílie               | ESPN Brasil SporTV                |
| Argentina              | ESPN Latin America ESPN Dos ESPN+ |
| Mexiko                 | ESPN Latin America ESPN Dos ESPN+ |
| Kolumbie               | ESPN Latin America ESPN Dos ESPN+ |
| Peru                   | ESPN Latin America ESPN Dos ESPN+ |
| Venezuela              | ESPN Latin America ESPN Dos ESPN+ |
| Chile                  | ESPN Latin America ESPN Dos ESPN+ |
| Ekvádor                | ESPN Latin America ESPN Dos ESPN+ |
| Bolívie                | ESPN Latin America ESPN Dos ESPN+ |
| Guatemala              | ESPN Latin America ESPN Dos ESPN+ |
| Kuba                   | ESPN Latin America ESPN Dos ESPN+ |
| Dominikánská republika | ESPN Latin America ESPN Dos ESPN+ |
| Honduras               | ESPN Latin America ESPN Dos ESPN+ |
| Paraguay               | ESPN Latin America ESPN Dos ESPN+ |
| Salvador               | ESPN Latin America ESPN Dos ESPN+ |
| Nikaragua              | ESPN Latin America ESPN Dos ESPN+ |
| Kostarika              | ESPN Latin America ESPN Dos ESPN+ |
| Uruguay                | ESPN Latin America ESPN Dos ESPN+ |
| Panama                 | ESPN Latin America ESPN Dos ESPN+ |
| Spojené království     | Sky Sports British Eurosport      |
| Švýcarsko              | SF zwei Eurosport                 |
| Francie                | Canal + Eurosport                 |
| Bulharsko              | Eurosport Eurosport 2             |
| Dánsko                 | Eurosport Eurosport 2             |
| Finsko                 | Eurosport Eurosport 2             |
| Německo                | Eurosport Eurosport 2             |
| Maďarsko               | Eurosport Eurosport 2             |
| Izrael                 | Eurosport Eurosport 2             |
| Itálie                 | Eurosport Eurosport 2             |
| Černá Hora             | Eurosport Eurosport 2             |
| Polsko                 | Eurosport Eurosport 2             |
| Rumunsko               | Eurosport Eurosport 2             |
| Švédsko                | Eurosport Eurosport 2             |
| Srbsko                 | RTS Eurosport Eurosport 2         |
| Portugalsko            | RTP1 RTP2 Eurosport Eurosport 2   |
| Belgie                 | VRT                               |
| Španělsko              | Digital plus Antena 3             |
| Indie                  | Ten Sports                        |
| Pákistán               | Ten Sports                        |
| Japonsko               | WOWOW                             |
| Čína                   | CCTV-5                            |
| Thajsko                | TrueVisions                       |
| Filipíny               | Balls                             |
| Indonésie              | Vision 1 Sports                   |